# Rushock (Herefordshire)
Rushock – wieś w Anglii, w hrabstwie Herefordshire. Leży 28 km na północny zachód od miasta Hereford i 214 km na zachód od Londynu.